# یار دوازدهم (فوتبال)

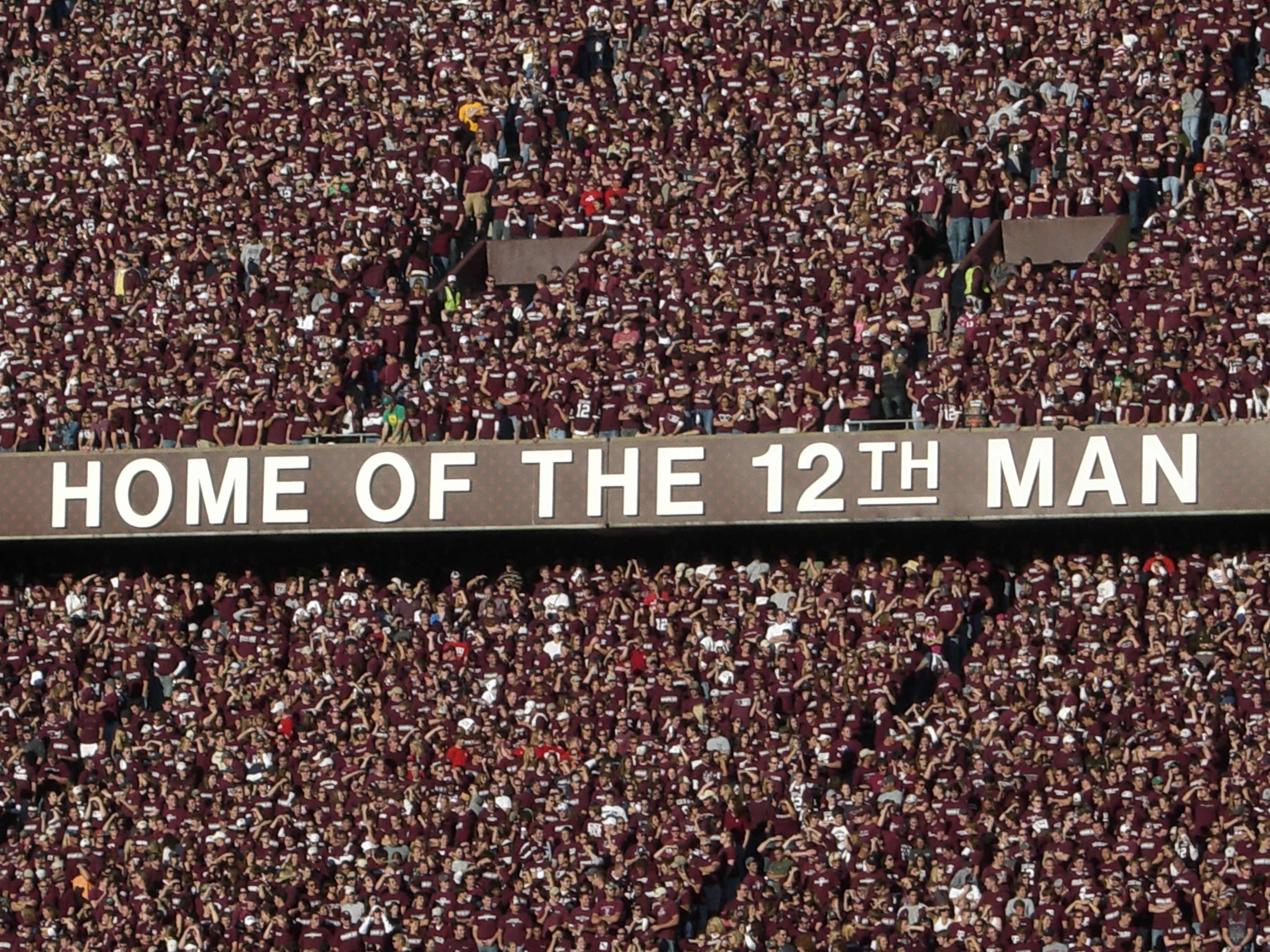
جایگاه یار دوازدهم در ورزشگاه کیل فیلد

دوازدهمین مرد یا بازیکن دوازدهم که در ایران بیشتر با عبارت یار دوازدهم به‌کار می‌رود اصطلاحی ورزشی‌است که به یک سنت در میان باشگاه‌های ورزشی اشاره دارد که طی آن شماره ۱۲ تیم، به احترام طرفداران، به هیچ بازیکنی داده نمی‌شود و اصطلاحاً بایگانی می‌شود.
از آنجا که بنابر قوانین فوتبال به طور معمول باید از هر تیم ۱۱ بازیکن در زمین وجود داشته‌باشد، این عبارت به طرفداران حاضر در ورزشگاه به عنوان جزئی از تیم که حضور موثری برای تیم دارند اشاره می‌کند البته از آنجا که تعداد بازیکنان حاضر در زمین در فوتبال آمریکایی ۱۲ و در فوتبال استرالیایی ۱۸ بازیکن است، این اصطلاح در این دو رشته به ترتیب به صورت یار سیزدهم و یار نوزدهم در آمده است.

## فهرست تیم‌ها
برخی از تیم‌های سرشناس که از این فرهنگ پیروی می‌کنند در زیر آمده‌است:
- باشگاه فوتبال بوکا جونیورز
- باشگاه فوتبال ملبورن سیتی
- باشگاه فوتبال ملبورن ویکتوری
- باشگاه فوتبال کلوب بروژ
- باشگاه فوتبال خنک
- باشگاه فوتبال اتلتیکو مینیرو ۱
- باشگاه فوتبال آوای ۱
- باشگاه فوتبال فلامینگو ۱
- باشگاه فوتبال بوتف پلودیو
- مونترال ایمپکت
- باشگاه فوتبال هادوک اسپلیت
- باشگاه فوتبال اومانیا
- باشگاه فوتبال اسپارتا پراگ
- باشگاه ورزشی آرهوس
- باشگاه فوتبال اودنزه بالدلاب
- باشگاه فوتبال بریستول راورز
- باشگاه فوتبال جیلینگام
- باشگاه فوتبال آکسفورد یونایتد
- باشگاه فوتبال اولدهام اتلتیک
- باشگاه فوتبال پلیموث آرگیل
- باشگاه فوتبال پورتسموث
- باشگاه فوتبال ریدینگ[۱]
- باشگاه فوتبال فلورا تالین
- باشگاه فوتبال لن
- باشگاه فوتبال میکلین پالوئیلیات
- باشگاه فوتبال آرمینیا بیله‌فلد
- باشگاه ورزشی وردر برمن
- باشگاه فوتبال روت‌وایس اسن
- باشگاه فوتبال توس کوبلنز
- باشگاه فوتبال بروسیا مونشن‌گلادباخ
- باشگاه فوتبال بایرن مونیخ
- باشگاه فوتبال پائوک
- باشگاه فوتبال فرنس‌واروش
- باشگاه فوتبال آجپست
- باشگاه فوتبال پرسیا جاکارتا
- باشگاه فوتبال پرسپولیس[۲]
- باشگاه فوتبال تراکتور سازی تبریز
- باشگاه فوتبال فولاد خوزستان
- باشگاه فوتبال کرک سیتی
- باشگاه فوتبال شامروک روورز
- باشگاه فوتبال آتالانتا
- باشگاه فوتبال چزنا
- باشگاه فوتبال جنوا
- باشگاه فوتبال لاتزیو
- باشگاه فوتبال لچه
- باشگاه فوتبال پارما
- باشگاه فوتبال تورینو
- باشگاه فوتبال سئول
- باشگاه فوتبال اینچئون یونایتد
- باشگاه فوتبال سئول یونایتد
- باشگاه فوتبال اکراناس
- باشگاه فوتبال والتا
- باشگاه فوتبال مونتری
- باشگاه فوتبال ئونال تیگرس
- باشگاه فوتبال گوادالاخارا
- باشگاه فوتبال یاگون یونایتد
- باشگاه فوتبال یادنربن یونایتد
- باشگاه فوتبال فاینورد
- باشگاه فوتبال پی‌اس‌وی آیندهوون
- باشگاه فوتبال ویتس‌آرنهم
- باشگاه فوتبال پی‌ای‌سی زوله
- باشگاه فوتبال آی‌کی ستارت
- باشگاه فوتبال وولرنگا
- باشگاه فوتبال پگون چکین
- باشگاه فوتبال لخ پوزنان
- باشگاه فوتبال پولونیا ورشو
- باشگاه فوتبال ویتوریا گیمارش
- باشگاه فوتبال اسپورتینگ پرتغال
- باشگاه فوتبال راپید بوچارست
- باشگاه فوتبال زنیت سن پترزبورگ
- باشگاه فوتبال زسکا مسکو
- باشگاه فوتبال آبردین
- باشگاه فوتبال هیبرنین
- باشگاه فوتبال رنجرز
- باشگاه فوتبال ستاره سرخ بلگراد
- باشگاه فوتبال هاماربری
- باشگاه فوتبال مالمو
- باشگاه فوتبال هلسینبورگس
- باشگاه فوتبال نورکوپینگ
- باشگاه فوتبال بازل
- باشگاه فوتبال چونبوری
- باشگاه فوتبال بی‌ئی‌سی ترو ساسانا
- باشگاه فوتبال موانگتونگ یونایتد
- باشگاه فوتبال تای پورت
- باشگاه فوتبال بوریرام یونایتد
- باشگاه فوتبال فنرباغچه
- باشگاه فوتبال بشیکتاش
- باشگاه فوتبال سیواس‌اسپور
- باشگاه فوتبال دینامو کیف

توضیحات:
۱ هرچند این تیم‌ها شماره ۱۲ خود را در مسابقات داخلی، بایگانی کرده‌اند ولی بنابر قوانین کنفدراسیون کونمبول مجبور هستند برای شرکت در جام لیبرتادورس شماره‌های ۱ تا ۲۵ خود را پر کنند.

### تیم‌هایفوتبال آمریکایی
- سیاتل سی‌هاکس
- گرین بی پکرز
- بوفالو بیلز
- دنور برانکوز
- واشینگتن ردسکینز
- ایندیاناپولیس کولتز
- میامی دلفینز